# 홍주군
| Daedongyeojido (Gyujanggak) 15-05.jpg |  |
|                                       |  |

홍주군(洪州郡)은 홍성군 홍성읍을 중심으로 군 북부에 있던군이다. 공주군과 일본어 발음이 같아 결성군의 성을 따서 부군면 통폐합때 홍성군으로 통합했다.

## 역사
(링크)
본래 고려의 운주(運州)로 995년(성종 14) 도단련사(都團練使)를 두었고, 1012년(현종 3) 지주사(知州事)로 고쳤다가 뒤에 홍주로 개칭하였다.1358년(공민왕 7) 왕사(王師) 보우(普愚)의 고향이라 하여 목으로 승격되었다.
1368년 지주사로 강등되고, 1371년 다시 목이 되었다. 조선시대에도 그대로 인습되었고, 세조 때 진(鎭)을 두었다. 현종때에는 홍양현(洪陽縣)으로 강등되기도 하였다. 1895년(고종 32) 군이 되었다가 1914년 행정구역개편 때 홍성군에 병합되었다.
660년(태종무열왕 7) 나당연합군이 이곳의 사라지정(沙羅之停, 또는 麗陽)에 집결하여 백제군과 싸웠다. 문무왕 때는 복신(福信)과 왕자 풍(豊) 등이 백제의 부흥을 위하여 홍주의 읍성인 주류성(周留城)에서 나당연합군에 저항하기도 하였다.
또한, 고려 태조인 왕건(王建)이 이곳에서 견훤(甄萱)과 치열한 전투를 벌이기도 하였다. 고려 원종 때는 안면도 남쪽 고도도(古道島)에 삼별초가 잠시 웅거하였다. 고려 말에 왜구의 침입이 잦았고, 1803년(순조 3)에는 영국 상선이 무역차 이곳에 상륙하였던 적도 있다.
군사적으로 중요한 곳이라 하여 조선시대에는 충청도의 5개 진관(鎭管) 중 하나로 홍주진관을 설치하여 목사가 겸임하는 첨절제사(僉節制使)가 4군 12현을 관할하였다.
천수만 남쪽의 원산도(元山島)는 삼남지방의 세곡선이 모이는 곳으로, 3월에서 9월까지는 수군우후(水軍虞候)가 이곳을 방어하였다. 간월도(看月島)는 예로부터 굴의 산지로 널리 알려졌다.

## 1914년 이후
| 조선총독부령 제111호          |             |             |                                                                |
| 구 행정구역                   | 신 행정구역 | 신 행정구역 | 신 행정구역                                                    |
| 홍주군 고남상도면(高南上道面) | 홍성군      | 고도면      | 기산리, 내갈리, 동성리, 상촌리, 운곡리, 취생리                 |
| 홍주군 고남하도면(高南下道面) | 홍성군      | 고도면      | 가곡리, 갈오리, 동산리, 부기리, 신안리, 쌍천리, 오두리, 행산리 |
| 홍주군 궁경면(躬耕面)         | 홍성군      | 광천면      | 매현리, 벽계리, 상정리, 신진리                                 |
| 홍주군 주남면(州南面)         | 홍성군      | 홍양면      | 남장리, 송월리, 신성리, 학계리                                 |
| 홍주군 주북면(州北面)         | 홍성군      | 홍양면      | 고암리, 대교리, 오관리, 옥암리, 월산리, 소향리                 |
| 홍주군 대감개면(大甘介面)     | 홍성군      | 홍북면      | 갈산리, 노은리, 대인리, 산수리, 신정리                         |
| 홍주군 치사면(雉寺面)         | 홍성군      | 홍북면      | 대동리, 석택리, 신경리, 용산리                                 |
| 홍주군 홍천면(洪川面)         | 홍성군      | 홍북면      | 내덕리, 내법리, 봉신리, 상하리, 중계리                         |
| 홍주군 금동면(金洞面)         | 홍성군      | 홍동면      | 금당리, 대영리, 수란리, 신기리, 효학리                         |
| 홍주군 번천면(番川面)         | 홍성군      | 홍동면      | 대평리, 운용리, 운월리, 원천리, 월림리, 월현리, 홍원리, 화신리 |
| 홍주군 홍안송면(洪安松面)     | 홍성군      | 홍동면      | 구정리, 금평리, 문당리, 팔괘리                                 |
| 홍주군 송지곡면(松枝谷面)     | 홍성군      | 홍동면      | 구룡리                                                         |
| 홍주군 송지곡면(松枝谷面)     | 홍성군      | 금마면      | 송강리, 신곡리, 장성리, 죽림리, 화양리                         |
| 홍주군 평면(坪面)             | 홍성군      | 금마면      | 가산리, 덕정리, 봉서리, 부평리, 송암리, 용흥리, 월암리, 인산리 |
| 홍주군 오사면(烏史面)         | 홍성군      | 장곡면      | 가송리, 광성리, 오성리, 죽전리, 화계리                         |
| 홍주군 유곡면(酉谷面)         | 홍성군      | 장곡면      | 대현리, 옥계리, 월계리, 지정리, 천태리, 행정리                 |
| 홍주군 성지면(城枝面)         | 홍성군      | 장곡면      | 도산리, 상송리, 신동리, 신풍리                                 |
| 홍주군 얼방면(乻方面)         | 홍성군      | 장곡면      | 산성리                                                         |
| 홍주군 얼방면(乻方面)         | 청양군      | 비봉면      | 강정리, 양사리, 용천리, 방한리                                 |
| 홍주군 상전면(上田面)         | 청양군      | 사양면      | 대봉리, 용두리, 용마리, 흥산리                                 |
| 홍주군 여구향면(興口香面)     | 청양군      | 화성면      | 구재리, 농암리, 매산리, 산정리, 장계리, 화강리                 |
| 홍주군 화성면(化城面)         | 청양군      | 화성면      | 광평리, 기덕리, 용당리, 수정리, 신정리, 화암리                 |